# Département Ruhr
Das Département Ruhr, auch Ruhrdepartement, war die Verwaltungseinheit für das östliche Ruhrgebiet bzw. die Grafschaft Mark und Gebiete nördlich der Lippe innerhalb des Großherzogtums Berg unter der französischen Herrschaft von 1806 bis zum Jahr 1813. Es bestand aus den vorherigen Grafschaften Mark, Dortmund und Limburg, dem südlichen Teil des Fürstentums Münster, der Herrschaft Rheda und der Stadt Lippstadt mit ihrem Gebiet. Der Verwaltungssitz des Ruhrdepartements lag in der Stadt Dortmund.

## Geschichte
Im Zug der Napoleonischen Feldzüge ergriffen die französischen Truppen im Jahr 1806 Besitz von der Grafschaft Mark. In dem nachfolgenden Frieden von Tilsit am 9. Juli 1807 trat der preußische König seine westfälischen Besitzungen einschließlich der Grafschaft Mark an das Kaiserreich Frankreich ab.
Die Grafschaft Mark wurde am 21. Januar 1808 dem neu gebildeten Großherzogtum Berg angeschlossen. Düsseldorf war seit 1806 Hauptstadt des Großherzogtums. Einschneidende Verwaltungsreformen nach französischem Vorbild wurden indes erst seit 1808 und in zurückhaltender Form durchgeführt. Nach den vier Hauptflüssen wurde es in vier Départements eingeteilt:
- das Département Rhein
- das Département Ruhr (Präfektur Dortmund)
- das Département Sieg
- das Département Ems.

Landesherr war bis zum Sommer 1808 formell Joachim Murat, ein Schwager Napoleons und späterer König von Neapel. Auf ihn folgte ebenso formell bis 1812 Napoleons Neffe Ludwig Napoleon, der allerdings noch im Kindesalter war. Napoleon kontrollierte das Großherzogtum Berg und somit das industriell bedeutende Département Ruhr tatsächlich persönlich. Die Einführung vor allem der Gewerbefreiheit 1808 durch Napoleon war für die weitere Entwicklung des Verwaltungsgebiets bzw. des entstehenden Ruhrgebiets vorbildlich und ist zu den positiven Errungenschaften der französischen Herrschaft in den sog. Satellitenstaaten zu zählen.
Das Ruhrdepartement bestand aus den drei Arrondissements Dortmund, Hamm und Hagen. An oberster Spitze stand der Präfekt des Ruhrdepartements, Freiherr Gisbert von Romberg zu Brünninghausen.
Dortmund wurde zur Hauptstadt des Ruhrdepartements bestimmt. Weil es eine günstigere Lage und besser geeignete Verwaltungsgebäude als Hamm besaß, wurde die vormalige Reichsstadt zum Sitz der zahlreichen Verwaltungs- und Gerichtsbehörden.
Nach der Niederlage Napoleons in der Völkerschlacht bei Leipzig im Oktober 1813 zogen sich die Franzosen auf die linke Rheinseite zurück. Das Ruhrdepartement löste sich somit auf und ging in den preußischen Herrschafts- bzw. Verwaltungskreis ein.
Ab dem 1. Januar 1815 unterstand die Region wieder der Souveränität des preußischen Königs. Am 1. August 1816 entstand die neue Preußische Provinz Westfalen mit den Regierungsbezirken Arnsberg, Minden und Münster.

## Gliederung
Nach der 1808 eingeführten Verwaltungsgliederung nach französischem Vorbild gliederte sich jedes Departement in Arrondissements und auf der unteren Ebene in Kantone und Mairien (Bürgermeistereien). Das Ruhrdepartement bestand aus den drei Arrondissements Dortmund, Hagen und Hamm.

### Arrondissement Dortmund
Zum Arrondissement Dortmund gehörten zunächst die Kantone Dortmund, Bochum, Hörde, Unna, Werne und Lüdinghausen. Später kam der Kanton Sendenhorst hinzu.
Den Kanton Dortmund bildeten die Mairien Dortmund, Lünen und Castrop.
Zur Mairie Dortmund zählten die Stadt Dortmund und die Dörfer Dorstfeld, Huckarde, Wambel und Körne.
Zur Mairie Hörde zählten Hörde selbst und die südlichen Dörfer, wie u. a. Wellinghofen, Niederhofen, Lücklemberg, Kirchhörde und Hacheney.
Zur Mairie Castrop rechneten die Gemeinden Börnig, Holthausen und Gysenberg.
Den Kanton Bochum bildete unter anderen die Mairie Herne und die Mairie Witten.
Zur Mairie Herne zählten die Gemeinden Baukau, Bickern, Bladenhorst, Crange, Eickel, Herne, Hiltrop, Holsterhausen, Horsthausen, Pöppinghausen und Röhlinghausen.
Den Kanton Unna bildeten unter anderen Unna, Mühlhausen und Uelzen.
Den Kanton Sendenhorst (ab 1811, nach Bildung des Departements Lippe) bildeten die Mairien Amelsbüren, Everswinkel und Sendenhorst.

### Arrondissement Hagen
Zum Arrondissement Hagen gehörten die Kantone Hagen, Hattingen, Iserlohn, Limburg (heute Hagen-Hohenlimburg), Neuenrade, Lüdenscheid und Schwelm.
Den Kanton Hagen bildeten die Mairien Hagen, Herdecke, Enneperstraße, Boele und Breckerfeld.
Zur Mairie Herdecke rechneten die Gemeinden Herdecke und Wetter.
Zur Mairie Enneperstraße rechneten die Gemeinden Haspe, Westerbauer, Waldbauer, Vorhalle und Voerde.
Den Kanton Schwelm bildeten die Mairien Ennepe, Volmarstein, Langerfeld, Haßlinghausen, …
Zur Mairie Ennepe rechneten die Gemeinden Volmarstein, Wengern, Esborn, …
Zur Mairie Volmarstein rechneten die Gemeinden Gevelsberg, …
Zur Mairie Langerfeld rechneten die Gemeinden Langerfeld, …
Zur Mairie Haßlinghausen rechneten die Gemeinden Einern, …
Den Kanton Hattingen bildeten die Mairien Hattingen, Sprockhövel und Blankenstein.
Zur Mairie Hattingen rechneten die Gemeinden Hattingen, Dumberg, Niederbonsfeld, …
Zur Mairie Sprockhövel rechneten die Gemeinden Sprockhövel …
Zur Mairie Blankenstein rechneten die Gemeinden Schrick, Haar, Brockhausen, …
Den Kanton Neuenrade bildeten die Mairien Plettenberg, …
Den Kanton Iserlohn bildeten die Mairien Hemer, …
Zur Mairie Hemer rechneten die Gemeinden Becke, Brockhausen, Calle, Deilinghofen, Evingsen, Frönsberg, Kesbern, Ihmert, Landhausen, Lössel, Niederhemer, Oberhemer, Sundwig, Westig.
Den Kanton Lüdenscheid bildeten die Mairien Lüdenscheid, Meinerzhagen, Ebbe, …
Zur Mairie Lüdenscheid rechneten die Gemeinden Lüdenscheid, …
Zur Mairie Meinerzhagen rechneten die Gemeinden Meinerzhagen, Kierspe, Rönsahl, …
Zur Mairie Ebbe rechneten die Gemeinden Valbert, Herscheid, …

### Arrondissement Hamm
Zum Arrondissement Hamm gehörten die Kantone Ahlen, Beckum, Hamm, Lippstadt, Oelde, Soest und Rheda. Später kamen die Kantone Sassenberg und Warendorf hinzu.
Den Kanton Ahlen bildeten die Mairien Ahlen, Drensteinfurt, Heessen und Sendenhorst.
Den Kanton Beckum bildeten die Mairien Beckum, Lippborg und Vorhelm.
Den Kanton Hamm bildeten die Mairien Hamm, Pelkum und Rhynern.
Der Kanton Lippstadt umfasste nur die Stadt Lippstadt.
Den Kanton Oelde bildeten die Mairien Liesborn, Oelde, Ostenfelde und Wadersloh.
Den Kanton Soest bildeten die Mairien Borgeln, Lohne, Soest und Schwefe.
Den Kanton Rheda bildeten die Mairien Gütersloh, Herzebrock, Klarholz und Rheda.
Den Kanton Sassenberg bildeten die Mairien Beelen, Harsewinkel und Sassenberg.
Den Kanton Warendorf bildeten die Mairien Alt-Warendorf, Freckenhorst, Hoetmar und Warendorf.